# Pseudochirulus
Pseudochirulus is een geslacht van buideldieren uit de familie der kleine koeskoezen (Pseudocheiridae). De wetenschappelijke naam van het geslacht werd in 1915 gepubliceerd door Paul Matschie.

## Soorten
Er worden 8 soorten in dit geslacht geplaatst:
- Pseudochirulus canescens (Waterhouse, 1846)
- Pseudochirulus caroli (Thomas, 1921)
- Pseudochirulus cinereus (Tate, 1945)
- Pseudochirulus forbesi (Thomas, 1887)
- Pseudochirulus herbertensis (Collett, 1884)
- Pseudochirulus larvatus (Förster & Rothschild, 1911)
- Pseudochirulus mayeri (Rothschild & Dollman, 1932)
- Pseudochirulus schlegelii (Jentink, 1884)